# María Isabel Sánchez Vegara
María Isabel Sánchez Vegara est une autrice espagnole de livres pour enfants. Elle est également critique littéraire.

## Biographie
María Isabel Sánchez Vegara vit en Espagne, à Barcelone, depuis les années 1970. 
Elle travaille dans le domaine de la publicité pendant vingt ans. En 2012, elle décide d'arrêter cette profession et se lance dans l'écriture. Elle publie son premier livre en autoédition la même année,. 
En 2014 paraît le tout premier titre de la série Little People, Big Dreams, écrit pour ses nièces jumelles. La série est une biographie d'artistes et de militants qui ont rendu le monde meilleur, dont une majorité de femmes. Elle traite notamment des questions d'émancipation, de discrimination, de pauvreté et d'orientation sexuelle et plus largement du fait d'être incompris. Chacun des titres est illustré par une personne différente,. Traduite en plus de vingt langues, la série est un best seller comptant des centaines de titre et plus de quatre millions d'exemplaires vendus dans le monde à la fin 2021. Elle affiche le meilleur rendement de tous les temps.

## Publications
- Lucila Perini, Gloria Steinem, 2022 (ISBN 0-7112-7075-9, 978-0-7112-7075-6 et 978-0-7112-7073-2, OCLC 1258673942, lire en ligne)
- Queenbe Monyei, Amanda Gorman, Frances Lincoln Children's Books, 2022 (ISBN 0-7112-7071-6, 978-0-7112-7071-8 et 978-0-7112-7069-5, OCLC 1258658427, lire en ligne)
- María Isabel Sanchez Vegara, Earth Heroes Set, Frances Lincoln, 2021 (ISBN 978-0-7112-7787-8 et 0-7112-7787-7, OCLC 1282597190, lire en ligne)
- Teresa Bellón, Pablo Picasso, 2021 (ISBN 0-7112-5950-X, 978-0-7112-5950-8 et 978-0-7112-5948-5, OCLC 1250205155, lire en ligne)
- Maria Isabel Sanchez Vegara, Harry Houdini, Frances Lincoln, 2022 (ISBN 0-7112-5945-3 et 978-0-7112-5945-4, OCLC 1257292025, lire en ligne)
- Lo Harris, Michael Jordan, 2021 (ISBN 978-0-7112-5938-6 et 0-7112-5938-0, OCLC 1285712761, lire en ligne)
- María Isabel Sánchez Vegara, Yoko Ono, 2021 (ISBN 978-0-7112-5928-7, 0-7112-5928-3 et 978-0-7112-5930-0, OCLC 1260632522, lire en ligne)
- Isobel Ross, Charles Dickens, 2021 (ISBN 978-0-7112-5896-9 et 0-7112-5896-1, OCLC 1285296143, lire en ligne)
- Alison Hawkins, Nelson Mandela, 2021 (ISBN 978-0-7112-5791-7 et 0-7112-5791-4, OCLC 1250201711, lire en ligne)
- Jean Claude, Albert Einstein, 2021 (ISBN 978-0-7112-5758-0 et 0-7112-5758-2, OCLC 1269219017, lire en ligne)
- Marie Curie (ill. Frau Isa), Kimane, 14 juin 2018, 32 p. (ISBN 978-2368085363, présentation en ligne)
- Lisbeth Kaiser, Claire Saunders et Robin Pridy, Little people, big dreams treasury : 50 stories of brilliant dreamers (ISBN 9780711264175)
- Lisbeth Kaiser, Leaders : my first leaders, 2021 (ISBN 978-0-7112-6410-6 et 0-7112-6410-4, OCLC 1280905762, lire en ligne)